# Кампеляс
Campelles (Catalan pronunciation: [kəmˈpeʎəs]) — село в Іспанії, у складі автономної спільноти Каталонія, у провінції Жирона. Муніципалітет займає територію 18,6 квадратних кілометрів, а населення в 2014 році становило 132 